# Biondo (nome)
Biondo  è un nome proprio di persona italiano maschile.

## Varianti
- Alterati: Biondino
- Femminili: Bionda[2]
  - Alterati: Biondina

## Origine e diffusione

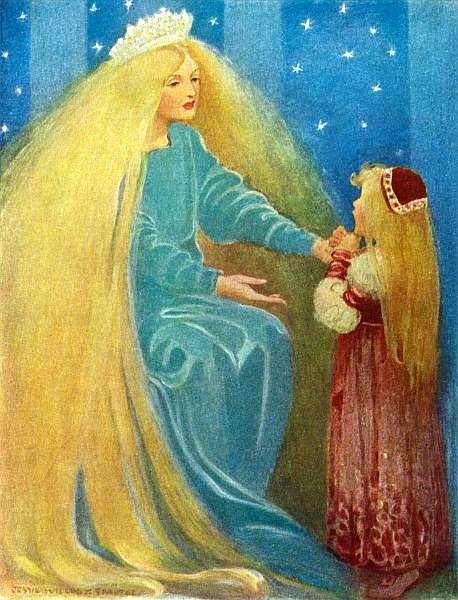
Una donna e una bambina bionde in un'illustrazione di George MacDonald per la fiaba La principessa e i goblin

Originariamente un soprannome di origine medievale, poi divenuto nome proprio, che indicava il colore dei capelli o della barba (biondi, appunto); etimologicamente, il termine "biondo" deriva dal latino blundus ("giallo"), di probabile origine germanica, forse dal francone blund.
Nome di scarsa diffusione. Per il suo riferimento al colore dei capelli, rientra in un'ampia cerchia di nomi che include anche Rosso, Flavio, Fulvio e Xanto.

## Onomastico
Nessun santo porta questo nome, che quindi è adespota; l'onomastico si può eventualmente festeggiare il 1º novembre, in occasione di Ognissanti.

## Persone
- Biondo Biondi, giurista e insegnante italiano